# Parafia Opatrzności Bożej w Balingródku
Parafia Opatrzności Bożej w Balingródku (lt. Dievo Apvaizdos parapija) – parafia rzymskokatolicka administracyjnie należąca do dekanatu nowowilejskiego archidiecezji wileńskiej.